# TEMPUS

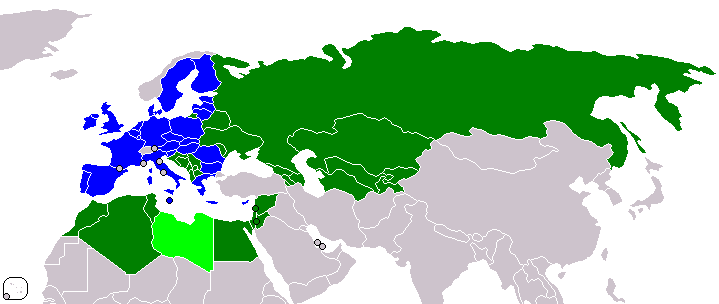
страны — члены ЕС
страны — партнёры TEMPUS
потенциальные партнёры TEMPUS

TEMPUS (англ. Trans-European Mobility Programme for University Studies) — программа трансъевропейской мобильности в области университетского образования. Программа способствует развитию сотрудничества в сфере высшего образования между  высшими учебными заведениями  в государствах — членах Европейского союза  и странах-партнёрах. В качестве стран — партнёров программы выступают страны Восточной Европы, Средней Азии, Средиземноморья. Основная задача программы – расширение сотрудничества в области высшего образования между Европейским союзом и странами-партнерами в контексте реализации Лиссабонской стратегии и Болонского процесса.
К участию в рамках программы допускаются консорциумы, создаваемые из вузов-партнёров, которые могут получать финансовую помощь в течение двух-трёх лет для реализации конкретных программ сотрудничества. TEMPUS также предоставляет гранты на индивидуальную мобильность (ГИМ) физическим лицам, работающим в высших учебных заведениях, для того, чтобы они могли работать по реализации конкретных программ в других странах.